# Лі Су Йон
У цьому корейському імені прізвище (Лі) стоїть перед особовим ім'ям.
Лі Су Йон (кор. 이수영, 李守榮, I Su-yeong, Lee Su-young, 7 серпня 1989) — корейський біатлоніст, учасник чемпіонатів світу з біатлону та кубка світу.

## Кар'єра в Кубку світу
- Дебют в кубку світу — 7 січня 2011 року в спринті в Обергофі — 96 місце.

## Виступи на чемпіонатах світу
| Рік  | Міце проведення | Інд | Спр | Пр | МС | Ест | ЗМ |
| 2011 | Ханти-Мансійськ | 95  | 92  |    |    | 24  |    |

## Статистика стрільби
| № п/п | Сезон     | Загальна      | Індивідуальна гонка | Спринт         | Гонка переслідування | Мас-старт   | Естафета       |
| ----- | --------- | ------------- | ------------------- | -------------- | -------------------- | ----------- | -------------- |
| 1     | 2010-2011 | 65,8 %(50/76) | 75,0 % (15/20)      | 62,5 % (25/40) | 0,0 % (0/0)          | 0,0 % (0/0) | 62,5 % (10/16) |

## Статистика
У таблиці наведено статистику виступів біатлоніста в Кубку світу.
- Місця 1–3: кількість подіумів
- Чільна 10: кількість фінішів у першій десятці
- В очках: кількість виступів, на яких біатлоніст здобував очки
- Старти: кількість стартів
- Естафета: включно зі змішаною

| Місця                              | Індивід. | Спринт | Персьют | Мас-старт | Естафета | Разом |
| ---------------------------------- | -------- | ------ | ------- | --------- | -------- | ----- |
| 1                                  |          |        |         |           |          |       |
| 2                                  |          |        |         |           |          |       |
| 3                                  |          |        |         |           |          |       |
| Чільна 10                          |          |        |         |           |          |       |
| В очках                            |          |        |         |           |          |       |
| Стартів                            | 1        | 4      |         |           | 2        | 7     |
| Станом на: кінець сезону 2010/2011 |          |        |         |           |          |       |

## Виноски
1. ↑  В дужках наведена кількість влучних пострілів та загальна кількість пострілів. В статистиці стрільби рахуються постріли, які здійснив біатлоніст на етапах кубка світу та чемпіонаті світу